# Кораблекрушение «Вахине»

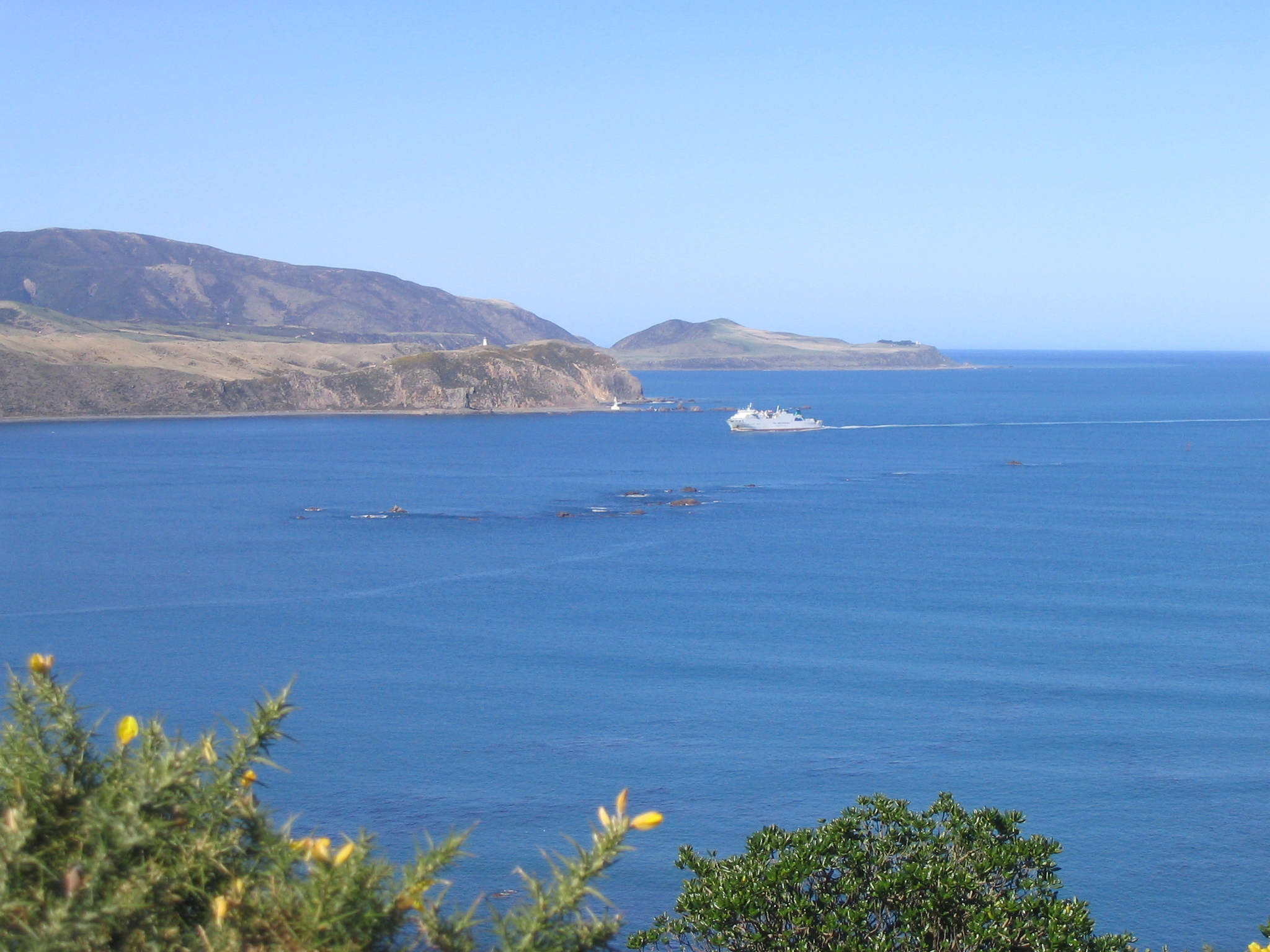
Вид на вход в бухту Веллингтона в тихую погоду. Здесь произошло кораблекрушение «Вахине».

Кораблекрушение «Вахине» (маори — «женщина») произошло 10 апреля 1968 года. В этот день паром компании «Юнион», совершавший регулярные рейсы между Северным и Южным островами Новой Зеландии в штормовую погоду налетел на риф Баррет при входе в бухте Веллингтона и затонул около скалы Стипл. Из 610 пассажиров и 123 членов экипажа 51 человек погиб, ещё двое скончались от полученных травм через 22 года и 40 лет соответственно.
Крушение «Вахине» — наиболее известная катастрофа в морской истории Новой Зеландии, которая, впрочем, не является крупнейшей по числу жертв. Новозеландское радио и телевидение подробно освещали ход драмы, которая происходила недалеко от берега близ восточных пригородов Веллингтона.

## Крушение

### Сложные погодные условия
Ранним утром 10 апреля 1968 года два жестоких шторма объединились близ Веллингтона в один. Этот шторм был признан самым сильным за историю метеонаблюдений в Новой Зеландии. Внетропический циклон Жизель продвигался на юг с северных районов Северного острова, где к тому моменту уже принес множество разрушений. Он подошёл к Веллингтону в тот же момент, что и другой шторм — антарктического происхождения, — двигавшийся вдоль западного побережья Южного острова. Сила ветра в Веллингтоне, который и без того называют «город ветров», достигла рекордного значения. Так, в одном пункте был зарегистрирован порыв ветра скоростью 275 км/ч. В пригородах Веллингтона были сорваны крыши 98 зданий. Три машины скорой помощи и грузовик были опрокинуты ветром при попытке подъехать к месту катастрофы.
В то время как шторм бушевал в бухте Веллингтона, паром «Вахине» пересекал пролив Кука, разделяющий два главных острова Новой Зеландии, — это был заключительный отрезок ночного рейса из Литлтона (аванпорт Крайстчерча) в Веллингтон. В тот момент не было никаких особых предзнаменований того, что этот шторм будет сильнее тех ветров, которые испытывают суда при пересечении пролива.

### В бухте Веллингтона
В 5:50 утра при скорости ветра 130—150 км/ч капитан Гектор Гордон Робертсон принял решение войти в бухту. Двадцать минут спустя скорость ветра возросла до 160 км/ч, и судно потеряло радар. Огромная волна столкнула паром с курса, направив на риф Баррет. Капитан не смог заставить судно лечь на прежний курс и принял решение развернуть паром, направив его обратно в море. В течение 30 минут «Вахине» сражалась с волнами и порывами штормового ветра, но в 6:40 оно оказалось на скалах рифа Баррет. Пассажирам было сказано, что паром сел на мель, им была отдана команда надеть спасательные жилеты и явиться к местам сбора.
Шторм продолжал крепчать. По мере увеличения скорости ветра, на «Вахине» отдали якоря, но она дрейфовала в сторону бухты близ её западного берега. Погода была настолько скверной, что рассчитывать на помощь из бухты или с берега не приходилось.
Около 11:00 утра буксирное судно из бухты достигло парома в попытке взять судно на буксир, но произошёл разрыв каната. Последующие попытки также были неудачными, однако лоцман бухты смог подняться на борт «Вахине» с лоцманского катера.

### Эвакуация
В 13:15 под общим воздействием отлива и шторма «Вахине» несколько повернулась, образовав зону чистой воды, защищенной от воздействия ветра. Поскольку в этот момент произошло резкое превышение угла крена, или дифферента, судна над точкой заката диаграммы остойчивости, капитан Робертсон отдал приказ покинуть судно. Однако лишь четыре спасательные шлюпки могли быть использованы. Одна из шлюпок затонула при ударе об воду во время спуска и люди оказались в воде. Вторая шлюпка по ветру пересекла бухту и была прибита к восточному берегу бухты. Другие шлюпки перевернулись, однако многие люди из них были спасены портовыми спасательными катерами, которые уже подоспели к месту трагедии
Около 14:30 «Вахине» окончательно перевернулась на бок. К этому моменту первые спасшиеся пассажиры достигли западного берега бухты, позже около 200 выживших пассажиров были выброшены волнами на восточный берег.
На восточной стороне бухты единственная дорога была частично разрушена оползнем и перекрыта морскими волнами, которые перекатывались через неё. Некоторые выжившие в волнах бухты умирали на берегу сразу после спасения от истощения и переохлаждения. Всего в тот день погиб 51 человек, ещё двое скончались позже от травм. В основном это люди среднего и старшего возраста, а также несколько детей. Основные причины смерти: утопление, переохлаждение, травмы от ударов о скалы. Всего спаслось 566 пассажиров и 110 членов экипажа, 6 тел так и не были найдены.

## После крушения

### Расследование

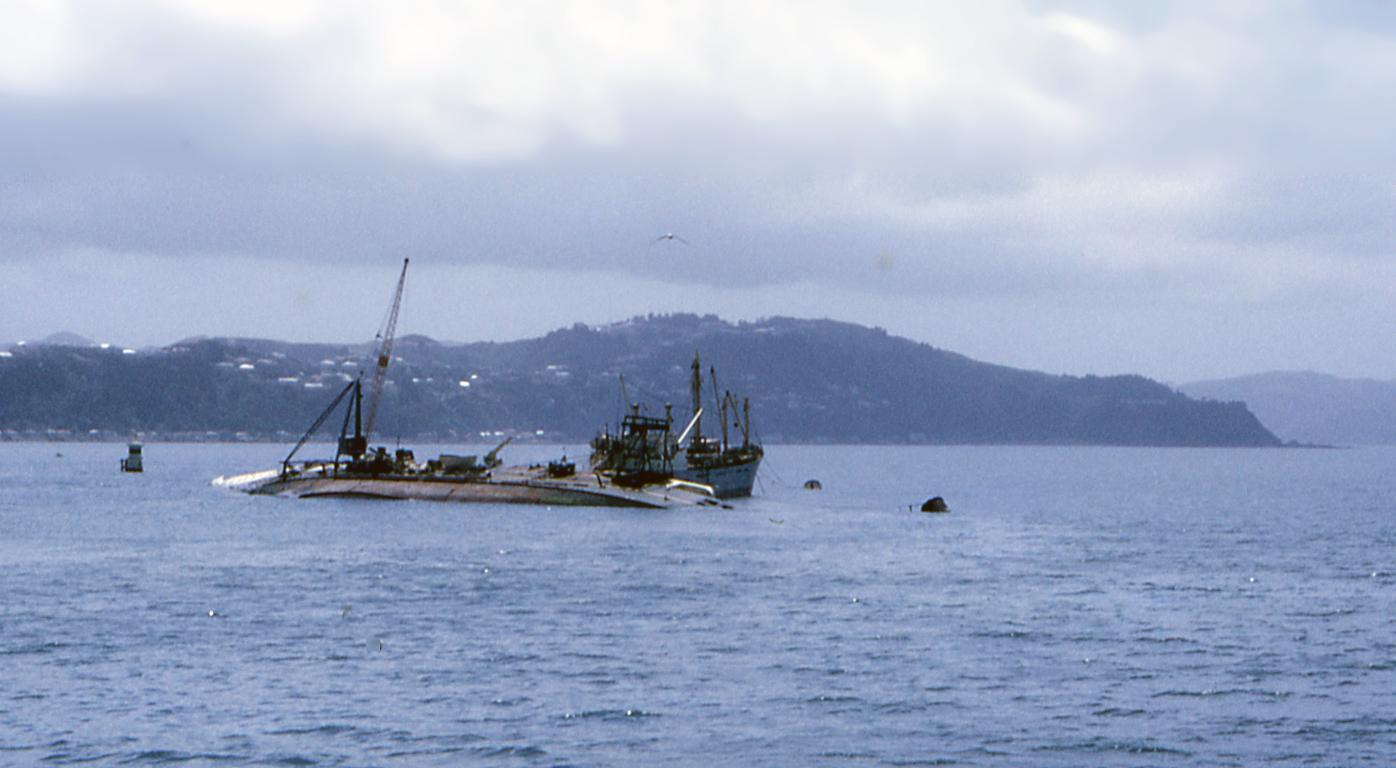
Подъем «Вахине» (две недели после крушения)

Через 10 недель после кораблекрушения, следственная комиссия обнародовала ошибки в решениях капитана, однако указала, что условия в целом были сложны и опасны. Судно окончательно опрокинулось из-за проникновения воды на транспортную палубу, хотя некоторые специалисты высказали мнение, что судно дважды садилось на риф, и, получив пробоину, набрало переизбыток воды в трюмы. Однако в отчете было заявлено, что количество жертв было бы однозначно выше, если приказ об оставлении судна был дан раньше или позже, чем это произошло на самом деле. Сила штормового ветра не позволила бы портовым службам начать операцию по спасению терпящих бедствие раньше, чем в полдень. Против офицеров судна было возбуждено дело, однако они были полностью оправданы.
Надежды на подъем судна были развеяны обследованием судна, которое выявило серьёзные конструкционные повреждения. Поскольку корпус корабля был помехой для безопасной навигации в бухте Веллингтона, в течение следующего года была подготовлена операция по перемещению судна в пролив Кука для последующего затопления. Однако почти идентичный шторм 1969 года разрушил корпус парома и он был окончательно демонтирован на месте крушения.

### Память
Сегодня мемориальный парк «Вахине» в Ситоуне (пригород Веллингтона) отмечает место, близ которого на берег были выброшены спасшиеся пассажиры. В парке установлены мемориальная плита, якорь и якорная цепь. Другая плита расположена на скале на противоположном восточном берегу бухты, также обозначая место, куда выбросило многих пассажиров «Вахине» — живых и мёртвых. Фок-мачта парома — основной объект другого мемориала в парке Фрэнк-Киттс в центре Веллингтона. В веллингтонском Музее города и моря есть постоянная памятная экспозиция, посвященная трагедии, тут же демонстрируется небольшой документальный фильм о шторме того дня и гибели парома «Вахине».